# Rižner
Rižner je priimek, ki je po pogostnosti na 6.700. mestu. Priimek nosi 60 ljudi. 
Priimek ima več znanih Slovencev:
- Karin Rižner (1965), biologinja, bioresonančna terapevtka, ornitologinja [2]
- Maks Rižner (1900—1942), aktivist OF, pek, predvojni komunist [3]
- Miran Rižner (1929—2015), gospodarstvenik, nekdanji direktor Petrola [4]
- Vid Rižner (1793—1861), rimskokatoliški duhovnik, nabožni pisatelj [5]